# Martin Dougiamas
Martin Dougiamas (20 de agosto de 1969, Australia) es un pedagogo e informático australiano. Ha estudiado la teoría pedagógica del construccionismo social en el aprendizaje y en la enseñanza en línea, y ha liderado el desarrollo de la plataforma de aprendizaje Moodle. Dougiamas es fundador y ex-CEO (el 21-9-2023 anunció su retirada como CEO) de Moodle Pty Ltd, la empresa que desarrolla Moodle y se financia en parte a través de los proveedores de servicios certificados de la red de Moodle Partners. Otros servicios relacionados son MoodleCloud para cursos Moodle alojados y Moodle Mobile App, que extiende la funcionalidad de Moodle a dispositivos móviles. El proyecto Moodle tiene el apoyo de una numerosa comunidad en línea y el mes de enero de 2016 se fundó la Moodle Users Association, que es una iniciativa de micromecenazgo. Él actualmente vive en Perth, Australia.

## Infancia y juventud
Dougiamas vivió una parte de la infancia en los desiertos de Australia Occidental, donde estudiaba en casa y con materiales suministrados por avión. En una entrevista del año 2010 dijo que esta experiencia educativa poco frecuente sirvió de preparación para desarrollar una plataforma de aprendizaje basada en Internet. Más tarde, cuando estudiaba para un máster y un doctorado en Curtin University of Technology, Australia, Dougiamas empezó a crear las herramientas que se convertirían en Moodle.

## Investigación e influencia
El proyecto doctoral de Dougiamas tiene el título "The use of Open Source software to support a social constructionist epistemology of teaching and learning within Internet-based communities of reflective inquiry" (El uso de software de código abierto para apoyar una epistemología construccionista social de la enseñanza y el aprendizaje dentro de comunidades de investigación reflexiva basadas en Internet). Inicialmente Moodle fue un experimento en el marco de sus investigaciones doctorales pero el uso masivo de Moodle le dejó sin tiempo para acabar los estudios.
En el año 2015 Moodle fue, con toda probabilidad, el entorno virtual de aprendizaje más utilizado del mundo, con más usuarios, y con 70.136 llocs Moodle registrados en 222 territorios repartidos por todo el mundo.
Dougiamas es un defensor activo del software libre. Participó en la campaña para hacer que el US Patent Office revocara la solicitud de patente "Internet-based education support system and methods" (U.S. 6988138) de parte de la empresa Blackboard. La solicitud describía un sistema basado en Internet, en el cual privilegios de acceso diferentes se pueden dar a diversos recursos de gestión de cursos.

## Reconocimiento
En el año 2004, Brent Simpson dijo de Dougiamas, es "one of the rare instances in Open Source software development where the right person with the right personality appears at exactly the right time; Martin Dougiamas is the Linus Torvalds of the LMS world and his software is the Linux of this software."
En el año 2008, Dougiamas ganó el premio Google-O'Reilly Open Source Award en la categoría Best Education Enabler.
En el año 2016 Dougiamas fue investido Doctor Honoris Causa por la Universidad de Vic - Universidad Central de Cataluña "por su contribución al software libre a través del liderazgo de la plataforma Moodle". En el año 2018 recibió una segunda distinción Doctor Honoris Causa, de la Universidad Católica de Lovaina.

## Publicaciones
- Dougiamas, M. y Taylor, P.C. (2003) Moodle: Using Learning Communities to Create an Open Source Course Management System. Proceedings of the EDMEDIA 2003 Conference, Honolulu, Hawái.
- Dougiamas, M. y Taylor, P.C. (2002) Interpretive analysis of an internet-based course constructed using a new courseware tool called Moodle. Proceedings of the Higher Education Research and Development Society of Australasia (HERDSA) 2002 Conference, Perth, Australia Occidental.
- Taylor, P.C., Maor, D. y Dougiamas, M. (2001) Monitoring the Development of a Professional Community of Reflective Inquiry via the World Wide Web, Teaching and Learning Forum 2001, Curtin University of Technology.
- Dougiamas, M. y Taylor, P.C. (2000) Improving the effectiveness of tools for Internet-based education, Teaching and Learning Forum 2000, Curtin University of Technology.
- Fairholme, E., Dougiamas, M. i Dreher, H. (2000) Using on-line journals to stimulate reflective thinking, Teaching and Learning Forum 2000, Curtin University of Technology.
- Dougiamas, M. (1992) Data-Driven Reconstruction of Planar Surfaces from Range Images, Computer Science Honours Dissertation, Curtin University of Technology, Perth, Australia.